# Srčna zveza
Sŕčna zvéza (francosko Entente cordiale) je sporazum, podpisan 8. aprila 1904 med Francijo in Združenim kraljestvom, v katerem sta državi rešili medsebojne spore zaradi kolonialnih posesti v Egiptu, ki je pripadel Združenemu kraljestvu, in Maroku, ki je pripadel Franciji ter sklenili politično zavezništvo.
Nadaljevanje tega sporazuma je bil nov sporazum, podpisan leta 1912, v katerem so sklenili vojaško sodelovanje v morebitni vojni.